# Gladiator II (soundtrack)
Gladiator II (Music from the Motion Picture) is de originele soundtrack, gecomponeerd door Harry Gregson-Williams voor de film Gladiator II uit 2024 van Ridley Scott. Het album werd uitgebracht op 15 november 2024 door Decca Records.
In januari 2024 werd gemeld dat Gregson-Williams de muziek voor de film componeerde, waarmee hij het stokje overnam van Hans Zimmer en Lisa Gerrard die de eerste film componeerden. Zimmer besloot niet terug te keren omdat hij zijn werk uit de eerste film niet wilde herhalen.
Gregson-Williams schreef 100 minuten aan originele muziek voor de film en gebruikte enkele van Zimmer en Gerrards muzikale cues (aanwijzingen) uit de eerste film. Naast het overbrengen van het emotionele hart van de film, probeerde hij een uniek en exotisch geluid te creëren, waaronder een elektrisch cellomotief voor Denzel Washington's personage, Macrinus, uitgevoerd door Martin Tillman.
De partituur werd opgenomen begin 2024 in de Abbey Road Studios. Voorafgaand van het uitbrengen van het album, verscheen op 4 oktober 2024 de single "Strength and Honor".

## Tracklijst
Alle muziek en teksten zijn geschreven door Harry Gregson-Williams, tenzij anders vermeld. 
| 1.                 | Gladiator II Overture                                                       |                                                                             | 3:00 |
| 2.                 | Lucius, Arishat and the Roman Invasion                                      |                                                                             | 8:34 |
| 3.                 | I'll Wait for You                                                           |                                                                             | 5:50 |
| 4.                 | Ostia                                                                       |                                                                             | 4:11 |
| 5.                 | Angry Baboons                                                               |                                                                             | 2:00 |
| 6.                 | Strength and Honor                                                          |                                                                             | 3:21 |
| 7.                 | Acacius Returns                                                             |                                                                             | 1:26 |
| 8.                 | City of Rome                                                                |                                                                             | 1:55 |
| 9.                 | Defiance                                                                    |                                                                             | 0:55 |
| 10.                | I See Him in You                                                            |                                                                             | 2:58 |
| 11.                | Acacius in the Colosseum                                                    |                                                                             | 6:43 |
| 12.                | Let the Gods Decide                                                         |                                                                             | 4:07 |
| 13.                | Macrinus' Plan                                                              |                                                                             | 3:33 |
| 14.                | I Need You to Do This                                                       |                                                                             | 3:51 |
| 15.                | Smooth Is the Descent                                                       |                                                                             | 4:21 |
| 16.                | Now That I Have Found You                                                   |                                                                             | 2:43 |
| 17.                | Echoes in Eternity                                                          |                                                                             | 2:15 |
| 18.                | War, Real War                                                               |                                                                             | 3:29 |
| 19.                | The Dream Is Lost                                                           |                                                                             | 2:45 |
| 20.                | Now We Are Free (geschreven door Lisa Gerrard, Hans Zimmer en Klaus Badelt) | Lisa Gerrard met The Lyndhurst Orchestra, onder leiding van Gavin Greenaway | 4:17 |
| Totale duur: 72:14 |                                                                             |                                                                             |      |